# Хрусьцель
Хрусьцель (пол. Chruściel) — пассажирская и грузовая железнодорожная станция в деревне Хрусьцель в гмине Плоскиня, в Варминьско-Мазурском воеводстве Польши. Имеет 2 платформы и 4 пути.
Станция построена на железнодорожной линии Мальборк — Калининград в 1852 году, когда эта территория была в составе Королевства Пруссия. Кроме того с 1945 года здесь ведёт к российско-польской границе грузовая линия Богачево — Мамоново с шириной русской колеи.